# E314 (trasa europejska)
E314 – trasa europejska biegnąca przez Belgię, Holandię oraz Niemcy. Zaliczana do tras kategorii B droga łączy Leuven z Akwizgranem. Jej długość wynosi 125 km.

## Przebieg
- Belgia:
  - Leuven
  - Lummen
  - Genk
- Holandia:
  - Geleen
  - Heerlen
- Niemcy:
  - Akwizgran